# Drymoluber brazili
Drymoluber brazili là một loài rắn trong họ Rắn nước. Loài này được Gomes mô tả khoa học đầu tiên năm 1918.